# Оукс (Північна Дакота)
Оукс (англ. Oakes) — місто (англ. city) в США, в окрузі Дікі штату Північна Дакота. Населення — 1798 осіб (2020).

## Географія
Оукс розташований за координатами 46°8′22″ пн. ш. 98°5′16″ зх. д. / 46.13944° пн. ш. 98.08778° зх. д. (46.139383, -98.087707).  За даними Бюро перепису населення США в 2010 році місто мало площу 4,25 км², уся площа — суходіл.

## Демографія
Згідно з переписом 2010 року, у місті мешкало 1856 осіб у 807 домогосподарствах у складі 476 родин. Густота населення становила 436 осіб/км².  Було 912 помешкання (214/км²).
Расовий склад населення:
| - 96,1 % — білих - 0,8 % — азіатів - 0,5 % — чорних або афроамериканців - 0,3 % — корінних американців - 1,1 % — осіб інших рас |

До двох чи більше рас належало 1,3 %. Частка іспаномовних становила 3,8 % від усіх жителів.
За віковим діапазоном населення розподілялося таким чином: 23,0 % — особи молодші 18 років, 52,9 % — особи у віці 18—64 років, 24,1 % — особи у віці 65 років та старші. Медіана віку мешканця становила 45,7 року. На 100 осіб жіночої статі у місті припадало 92,7 чоловіків;  на 100 жінок у віці від 18 років та старших — 88,2 чоловіків також старших 18 років.
Середній дохід на одне домашнє господарство  становив 63 857 доларів США (медіана — 52 826), а середній дохід на одну сім'ю — 80 006 доларів (медіана — 65 625). Медіана доходів становила 41 005 доларів для чоловіків та 28 641 долар для жінок. За межею бідності перебувало 5,1 % осіб, у тому числі 1,7 % дітей у віці до 18 років та 12,2 % осіб у віці 65 років та старших.
Цивільне працевлаштоване населення становило 1076 осіб. Основні галузі зайнятості: освіта, охорона здоров'я та соціальна допомога — 24,5 %, виробництво — 16,0 %, роздрібна торгівля — 10,2 %, сільське господарство, лісництво, риболовля — 10,1 %.